# Pierre van der Westhuyzen
Pierre van der Westhuyzen (18 de agosto de 2003) es un deportista australiano que compite en piragüismo en la modalidad de aguas tranquilas. Su hermano Jean compite en el mismo deporte.
Participó en los Juegos Olímpicos de París 2024, obteniendo una medalla de plata en la prueba de K4 500 m.

## Palmarés internacional
| Juegos Olímpicos | Juegos Olímpicos | Juegos Olímpicos | Juegos Olímpicos |
| Año              | Lugar            | Medalla          | Competición      |
| ---------------- | ---------------- | ---------------- | ---------------- |
| 2024             | París (Francia)  | Medalla de plata | K4 500 m         |